# Mokokchung (distrikt)
Mokokchung (hindi: लॉन्गलेन्ग जिला) er et distrikt i den indiske delstat Nagaland. Distriktets hovedstad er Mokokchung.

## Demografi
Ved folketællingen i 2011 var der 193,171 indbyggere i distriktet, mod 227,230 i 2001. Den urbane befolkningen udgør 28,81 % af befolkningen.
Børn i alderen 0 til 6 år udgjorde 10,38 % i 2011 mod 10,16 % i 2001. Antallet af piger i den alder per tusinde drenge er 954 i 2011 mod 989 i 2001.